# Meridiano 180

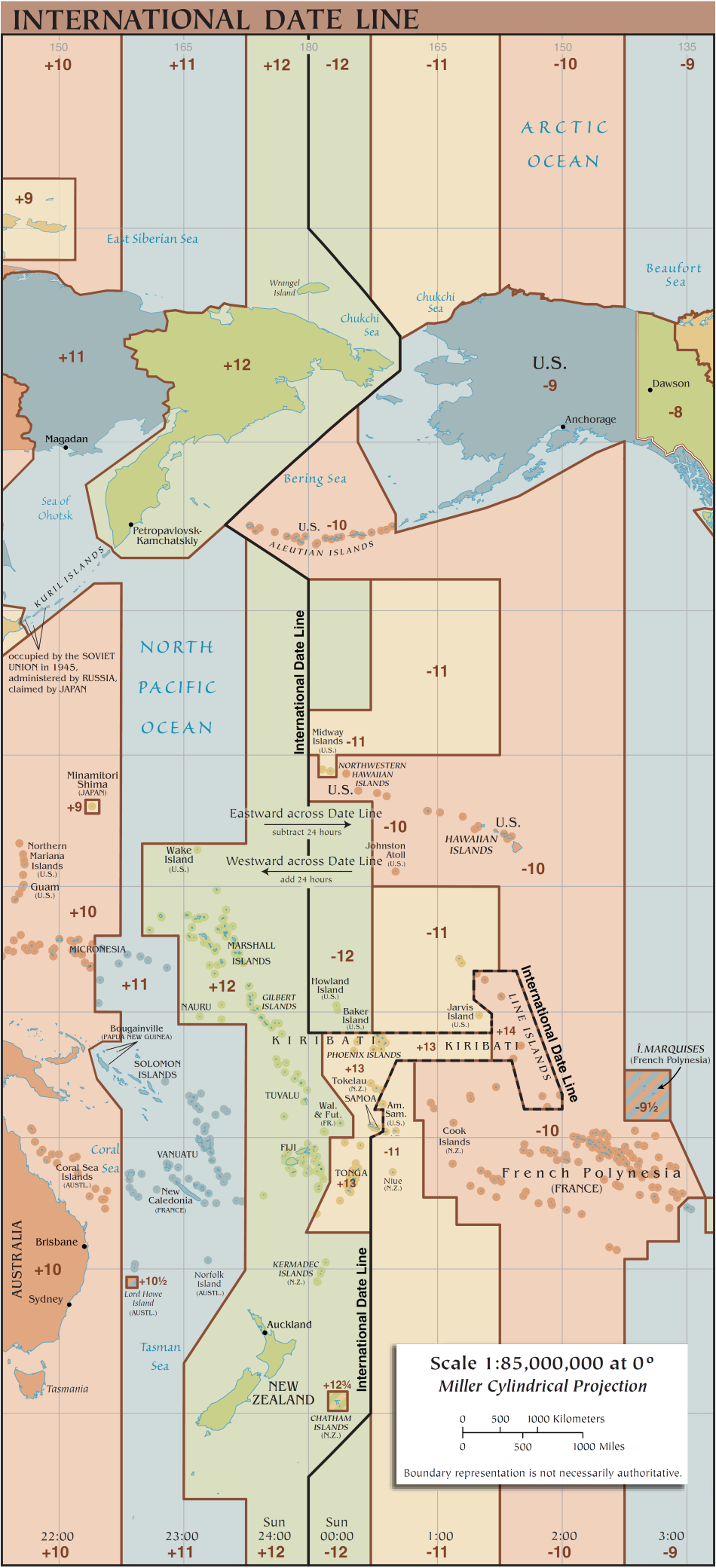
La Línea de Cambio de Fecha zigzaguea alrededor del meridiano 180.

El meridiano  o antimeridiano es el meridiano que forma un ángulo de 180° con respecto al meridiano de Greenwich. Es común para la longitud este u oeste. Se usa como base para la Línea internacional de cambio de fecha porque en su mayoría atraviesa aguas abiertas del océano Pacífico. De todos modos, el meridiano atraviesa algunos países, además de la Antártida.

## De Polo a Polo
Comenzando por el Polo Norte y dirigiéndose hacia el Polo Sur, el meridiano 180 pasa por diversos lugares del mundo:
| Coordenadas aproximdas             | País, territorio o mar | Notas |
| ---------------------------------- | ---------------------- | --- |
| 90°0′N 180°0′E / 90.000, 180.000   | Océano Ártico          | |
| 71°32′N 180°0′E / 71.533, 180.000  | Rusia                  | Isla de Wrangel |
| 70°58′N 180°0′E / 70.967, 180.000  | Mar de Chukchi         | |
| 68°59′N 180°0′E / 68.983, 180.000  | Rusia                  | Chukotka |
| 65°02′N 180°0′E / 65.033, 180.000  | Mar de Bering          | |
| 52°0′N 180°0′E / 52.000, 180.000   | Paso de Amchitka       | Pasa justo al este de la Isla Semisopochnoi, Alaska, Estados Unidos                                                                       |
| 51°0′N 180°0′E / 51.000, 180.000   | Océano Pacífico        | Pasa justo al este del atolón de Nukulaelae, Tuvalu en 9°23′S 180°0′E / -9.383, 180.000                                                   |
| 16°9′S 180°0′E / -16.150, 180.000  | Fiyi                   | Islas de Vanua Levu, Rabi y Taveuni |
| 16°59′S 180°0′E / -16.983, 180.000 | Océano Pacífico        | Pasa justo al este de la isla de Moala, Fiyi Pasa justo al oeste de la isla de Totoya, Fiyi Pasa justo al este de la Isla de Matuku, Fiyi |
| 60°0′S 180°0′E / -60.000, 180.000  | Océano Antártico       | |
| 78°13′S 180°0′E / -78.217, 180.000 | Antártida              | Dependencia Ross, reclamado por Nueva Zelanda                                                                                             |

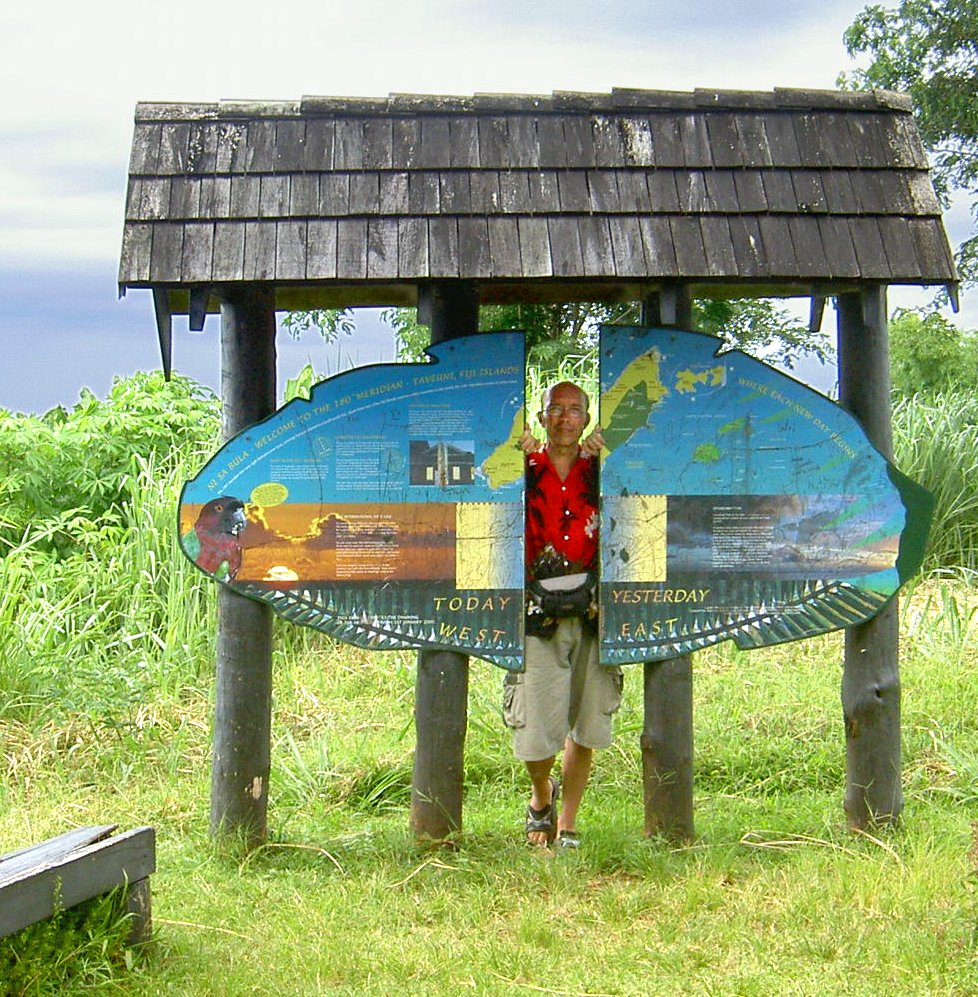
Meridiano 180, Taveuni, Fiyi.

El meridiano también pasa por, aunque no particularmente cerca de:
- Las Islas Gilbert y las Islas Phoenix de  Kiribati;
- Entre la Isla Norte y las Islas Kermadec de  Nueva Zelanda;
- Entre les Islas Bounty y las Islas Chatham, también de  Nueva Zelanda.